# Morchansk
Morchansk (en russe : Моршанск) est une ville de l'oblast de Tambov, en Russie, et le centre administratif du raïon de Morchansk. Sa population s'élevait à 37 955 habitants en 2020.

## Géographie
Morchansk est située sur la rivière Tsna, dans le bassin de l'Oka, à 85 km au nord-est de Tambov.

## Histoire

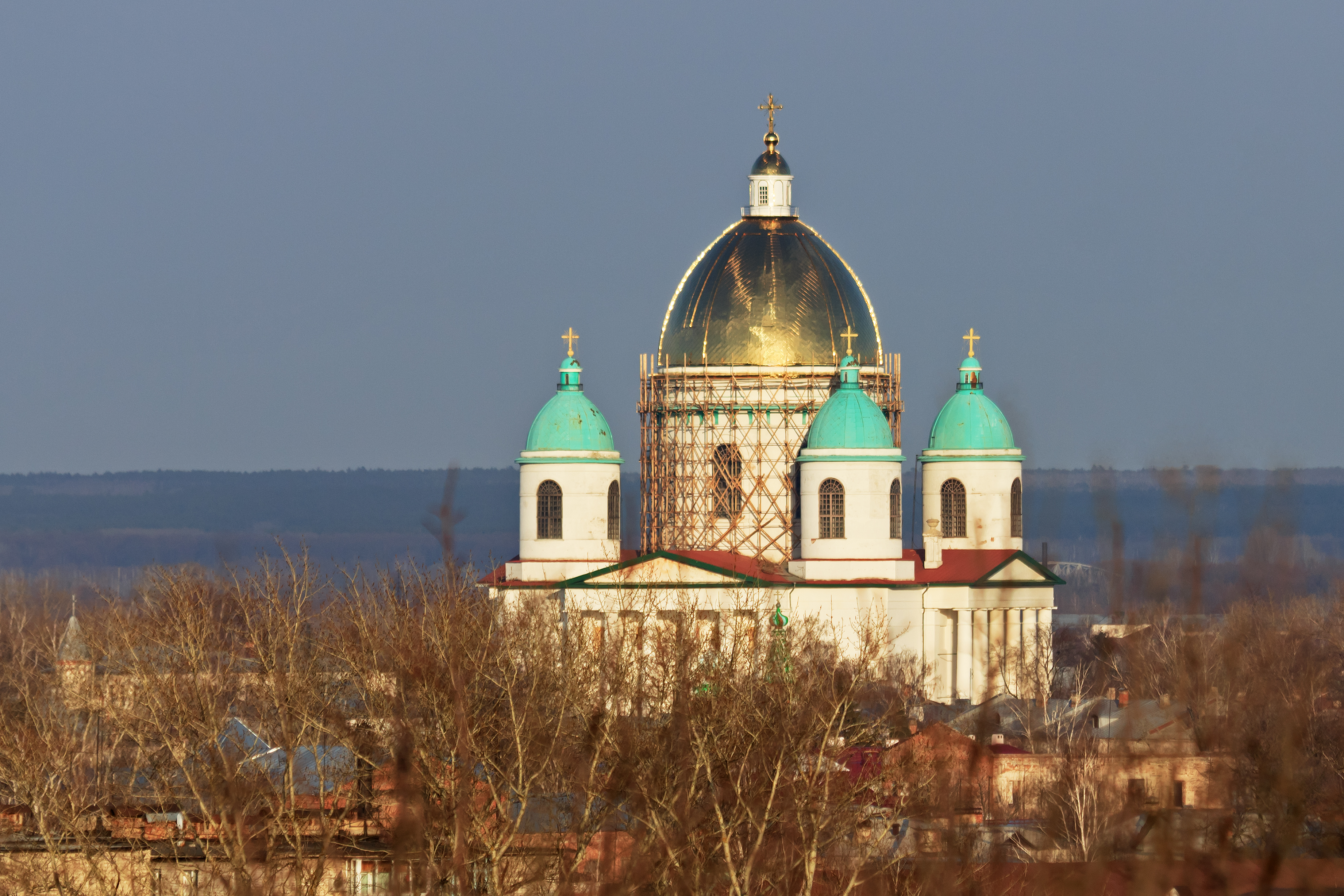
La cathédrale de Morchansk

Les origines exactes de Morchansk sont inconnues. Au XVIe siècle, un village du nom de Morcha (Морша) existait à son emplacement. En 1779, alors qu'il était un centre important du commerce des céréales sur la rivière Tsna, Catherine II lui accorda par décret le statut de ville et de chef-lieu d’ouiezd dans le gouvernement de Tambov.
Les relations commerciales de Morchansk se développèrent par les rivières Mokcha et Oka ainsi que par la Volga jusqu'à Saint-Pétersbourg, Rybinsk, Nijni Novgorod, Moscou et Mourom. Ces relations commerciales concernaient diverses marchandises : farine, saindoux, cuir, bétail, chanvre, pierres, sel, et produits manufacturés. Le transport fluvial et la construction des bateaux nécessaires occupaient un grand nombre de personnes.
Au XIXe siècle, la construction des chemins de fer fit perdre à Morchansk une partie de son importance.

## Population
Au cours des années 1990, la situation démographique de Morchansk s'est gravement détériorée. En 2001, le solde naturel accusait un inquiétant déficit de 9,6 pour mille, avec un faible taux de natalité (8 pour mille), et un taux de mortalité très élevé (17,6 pour mille). Depuis 1990, la population de Morchansk a diminué de 20 pour cent.
Recensements) ou estimations de la population
| 1856   | 1897*  | 1926*  | 1939*  | 1959*  | 1970*  |
| ------ | ------ | ------ | ------ | ------ | ------ |
| 12 300 | 26 458 | 27 758 | 35 193 | 40 924 | 44 245 |

| 1979*  | 1989*  | 2002*  | 2010*  | 2012   | 2014   |
| ------ | ------ | ------ | ------ | ------ | ------ |
| 47 655 | 50 055 | 44 486 | 41 556 | 40 412 | 40 029 |

| 2015   | 2016   | 2017   | 2018   | 2019   | 2020   |
| ------ | ------ | ------ | ------ | ------ | ------ |
| 39 583 | 39 842 | 39 362 | 38 943 | 38 230 | 37 955 |

## Personnalités
- Vsevolod Bobrov (1922-1979), footballeur et joueur de hockey sur glace soviétique.
- Vladimir Rouchaïlo (°1953), homme politique russe.